# Какпатас
Какпатас (каз. Қақпатас, до 1993 г. — Рисороб) — аул в Кордайском районе Жамбылской области Казахстана. Административный центр Какпатасского сельского округа. Код КАТО — 314838100.

## История
В 1989 археологической экспедицией КазГУ (рук. М. Е. Елеуов) обнаружено и обследовано городище Какпатас , датируемое 10—12 вв.  

## Население
В 1999 году население аула составляло 1290 человек (628 мужчин и 662 женщины). По данным переписи 2009 года, в ауле проживало 1485 человек (742 мужчины и 743 женщины).